# Inflația în România
Inflația în România a fost o problemă majoră în anii 1990, când inflația anuală a culminat la 256% în 1993. De atunci, inflația a scăzut lent, România înregistrând chiar o perioadă de deflație în anul 2015.
În cea mai mare parte a erei socialiste, inflația a fost relativ scăzută Arhivat în 25 august 2022, la Wayback Machine., datorită economiei planificate. Excepție a făcut perioada de început a anilor 1980, când politicile de austeritate au dus la creșteri de prețuri pentru a reduce consumul și a permite guvernului să ramburseze datoria externă.
După declanșarea reformelor economice liberale în noiembrie 1990 și liberalizarea treptată a prețurilor și ratelor de schimb, inflația a început să crească.

## Evoluția anuală a ratei inflației
| An   | Rata inflației |
| ---- | -------------- |
| 1990 | 5,1%           |
| 1991 | 170,2%         |
| 1992 | 210,4%         |
| 1993 | 256,1%         |
| 1994 | 136,7%         |
| 1995 | 32,3%          |
| 1996 | 38,8%          |
| 1997 | 154,8%         |
| 1998 | 59,1%          |
| 1999 | 45,8%          |
| 2000 | 45,7%          |
| 2001 | 34,5%          |
| 2002 | 22,5%          |
| 2003 | 15,3%          |
| 2004 | 11,9%          |
| 2005 | 9,0%           |
| 2006 | 6,6%           |
| 2007 | 4,8%           |
| 2008 | 7,9%           |
| 2009 | 5,6%           |
| 2010 | 6,1%           |
| 2011 | 5,8%           |
| 2012 | 3,3%           |
| 2013 | 4,0%           |
| 2014 | 1,1%           |
| 2015 | -0,6%          |
| 2016 | -1,5%          |
| 2017 | 1,3%           |
| 2018 | 4,6%           |
| 2019 | 3,8%           |
| 2020 | 2,6%           |
| 2021 | 5,1%           |
| 2022 | 13,8%          |
| 2023 | 10,4%          |
| 2024 | 5,1%           |